# Maria Alfonsa Bruno

Suor Maria Alfonsa Bruno

Suor Maria Alfonsa Bruno, all'anagrafe Elena Rita Antonia Bruno (Tarquinia, 10 aprile 1937 – Messina, 23 agosto 1994), è stata una religiosa italiana appartenuta alle Ancelle Riparatrici del Sacro Cuore di Gesù che fu proclamata serva di Dio dalla Chiesa cattolica.

## Biografia

### Infanzia
Elena Rita Antonia Bruno nacque, quinta di sette figli, a Tarquinia da genitori siciliani. Il padre Leonardo Bruno, nativo di Mongiuffi Melia era una guardia carceraria, la madre Gerlanda Alaimo era una casalinga. Viene battezzata il 13 giugno 1937 nella chiesa parrocchiale dei santi Giovanni Battista e Antonio Abate di Tarquinia. All'età di cinque anni viene improvvisamente guarita da un ascesso inguinale da una donna mendicante che si era presentata alla sua porta chiedendo un pezzo di pane: appena uscita avviene la misteriosa guarigione. Negli anni dell'infanzia, la piccola Elena segue la famiglia nei suoi vari spostamenti in diverse città della Sicilia a causa dei cambiamenti di sede di lavoro del padre: Noto, Mineo, Augusta. Proprio a Mineo, nel 1950, la piccola Elena riceve la Prima Comunione e la Cresima.

### Adolescenza
Nel 1953, la famiglia Bruno fa finalmente ritorno nei luoghi d'origine, stabilendosi prima a Rina, frazione di Savoca, poi, definitivamente a Santa Teresa di Riva. La giovane Elena a sedici anni comincia a provare le prime simpatie per un ragazzo del luogo, frequentazione che viene fortemente ostacolata dal padre che reputa il ragazzo poco serio. Nell'agosto 1955, per un certo periodo, Elena viene allontanata dal padre dall'ambiente di casa (e dal giovane corteggiatore) e mandata a Messina presso una zia.

### La vocazione e i voti
Tra gli anni 1954/1956, all'età di circa diciassette-diciannove anni, attraversa una fase di ricerca dello stato di vita. Con l'aiuto di don Giuseppe Tatì (1918-2013) Arciprete di Sant'Alessio Siculo e cappellano della comunità delle suore ancelle riparatrici di Santa Teresa di Riva e anche grazie ad una pia donna vicina spiritualmente alla Congregazione, matura la scelta di abbracciare la vita religiosa.
È il 4 novembre 1956 quando inizia a far parte della Congregazione delle Ancelle Riparatrici del Sacro Cuore di Gesù, fondata dal Servo di Dio, il messinese mons. Antonino Celona, nel 1918.
Viene accolta presso la Casa Madre della Congregazione di Messina.
Il 30 novembre 1956, indossa l'abito da postulante, col solenne impegno di praticare l'esercizio delle virtù.
È il 30 dicembre 1957, Elena indossa l'abito da novizia, ricevendo il nome di suor Maria Alfonsa di Gesù Bambino. Matura la sua vocazione missionaria e di vittima riparatrice. Successivamente, il 2 gennaio 1960, emette la professione temporanea dei voti religiosi.

### La malattia e la morte
Poche settimane dopo, il 28 febbraio 1960, parte missionaria per gli Stati Uniti d'America, lì dimora presso la Casa della Congregazione, aperta poco tempo prima, sita a Steubenville, nello stato dell'Ohio. Qui si dedica con umiltà ai lavori domestici, alla testimonianza e alla cura dei fanciulli con tanta amabilità e pazienza. Il 3 febbraio 1964 nella chiesa di Saint Peter a Steubenville emette la professione perpetua dei voti religiosi, da questo momento si lega al Signore per sempre.
Nel corso del 1961 comincia ad accusare i primi sintomi dell'artrite reumatoide, malattia autoimmune che la porterà lentamente alla morte. I dolori, inizialmente localizzati nelle mani, si propagano velocemente a tutte le articolazioni.
Nel 1964, mentre le consorelle fanno una quindicina di preghiera per la sua guarigione, suor Maria Alfonsa ha la certezza interiore che il Signore la chiami alla sofferenza.
Nell'autunno del 1967, a causa dell'accentuarsi dei suoi disturbi, viene ricoverata presso l'ospedale di Steubenville, dove le viene diagnosticata la sua malattia: artrite reumatoide cronica deformante anchilosante progressiva.
Nel 1968, già gravemente invalida, fa ritorno a Messina, dove torna ad abitare presso la Casa madre della Congregazione.
Proprio presso quest'ultima sede, suor Maria Alfonsa rimarrà da esemplare ancella riparatrice per ventisei anni, di cui ben ventuno trascorsi sulla sedia a rotelle, paralizzata dall'aggravarsi progressivo della malattia.
Il dolore e la sofferenza però non diminuiscono il suo slancio d'amore verso Dio e verso i fratelli. Dotata di un'enorme discrezione e generosità, di grande saggezza, gentilezza e delicatezza, è ammirata da molti fedeli. La sedia a rotelle, da lei definita il suo “trono regale”, è lo strumento messole a disposizione da Dio per svolgere l'apostolato missionario che aveva desiderato fin dall'inizio della sua vocazione religiosa.
Il 23 agosto 1994 conclude la sua esistenza terrena tra forti dolori e atroci sofferenze, dopo trentatré anni di malattia. Di suor Maria Alfonsa rimangono numerosissimi scritti e memorie custoditi dalle ancelle riparatrici. La sua salma è stata tumulata nella cappella delle Ancelle Riparatrici presso il cimitero monumentale di Messina.

### Processo di beatificazione
Il 23 agosto 2001 a Messina per la ricorrenza del settimo anniversario della morte, l'allora Arcivescovo di Messina, mons. Giovanni Marra dà l'annuncio dell'avvio del processo canonico da parte del tribunale ecclesiastico. A tale cerimonia era presente la madre, che viveva a Santa Teresa di Riva, assieme agli altri figli, mentre il padre era deceduto nel 1999.
Il 17 marzo 2009, nel corso di una solenne cerimonia tenuta nel Duomo di Messina, alla presenza dell'allora Arcivescovo mons. Calogero La Piana, viene proclamata serva di Dio, a conclusione del processo diocesano di canonizzazione.